# گروسپاشلبن
گروسپاشلبن (به آلمانی: Großpaschleben) یک منطقهٔ مسکونی در آلمان است که در Osternienburger Land واقع شده‌است. گروسپاشلبن  ۸۶۹ نفر جمعیت دارد.